# Gasteracantha versicolor
Espèce
Synonymes
- Plectana versicolor Walckenaer, 1841
- Gasteracantha formosa Vinson, 1863
- Gasteracantha scapha Gerstäcker, 1873
- Gasteracantha versicolor nigristerna Caporiacco, 1941

Gasteracantha versicolor est une espèce d'araignées aranéomorphes de la famille des Araneidae.

## Distribution
Cette espèce se rencontre en Afrique subsaharienne.
Elle a été observée en Somalie, au Kenya,, au Rwanda, au Burundi, dans l'Est du Congo-Kinshasa, en Tanzanie, au Mozambique,, en Angola, en Afrique du Sud, à Mayotte et à Madagascar,,,.

## Description

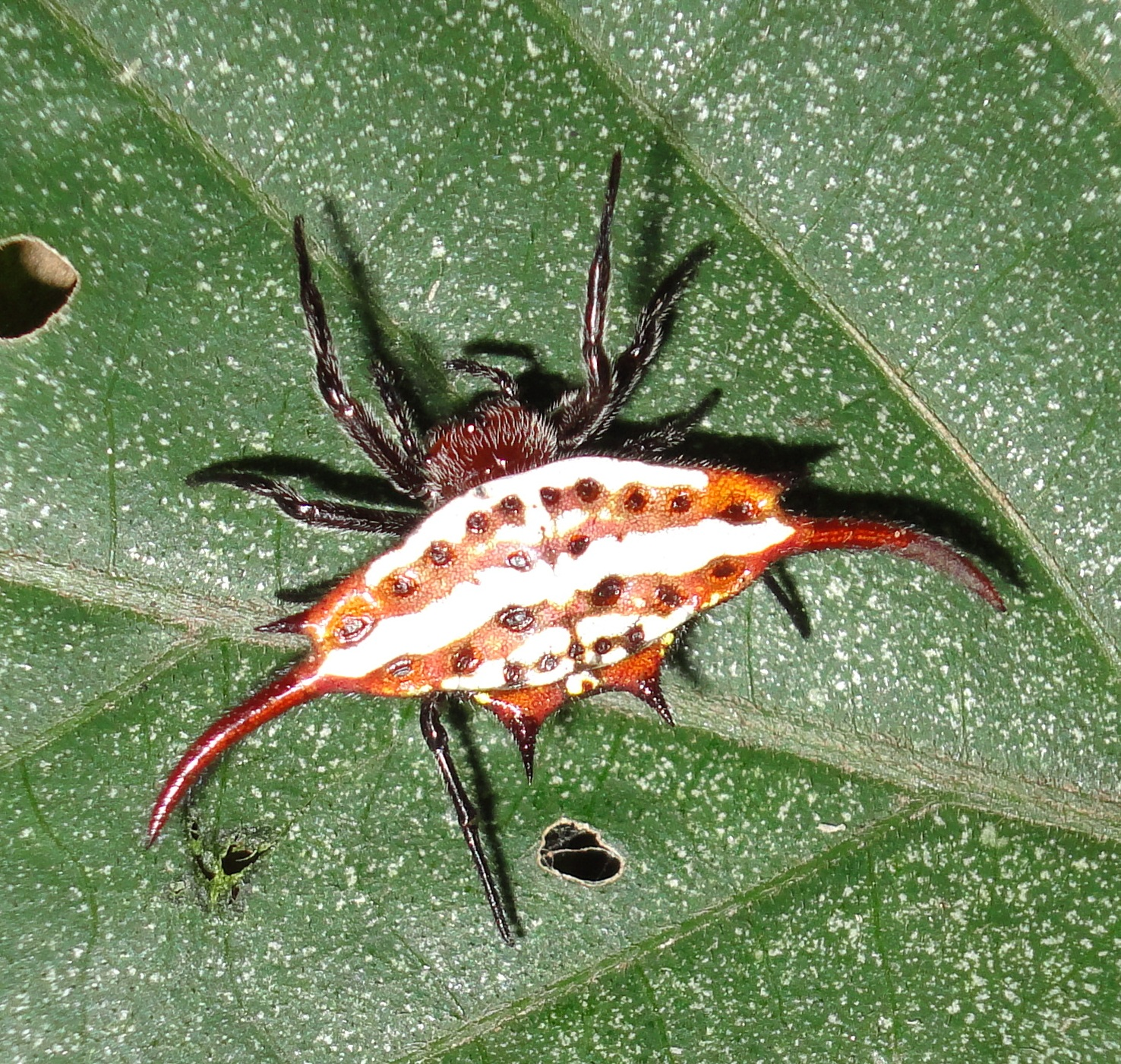
Gasteracantha versicolor ♀ (Afrique du Sud)

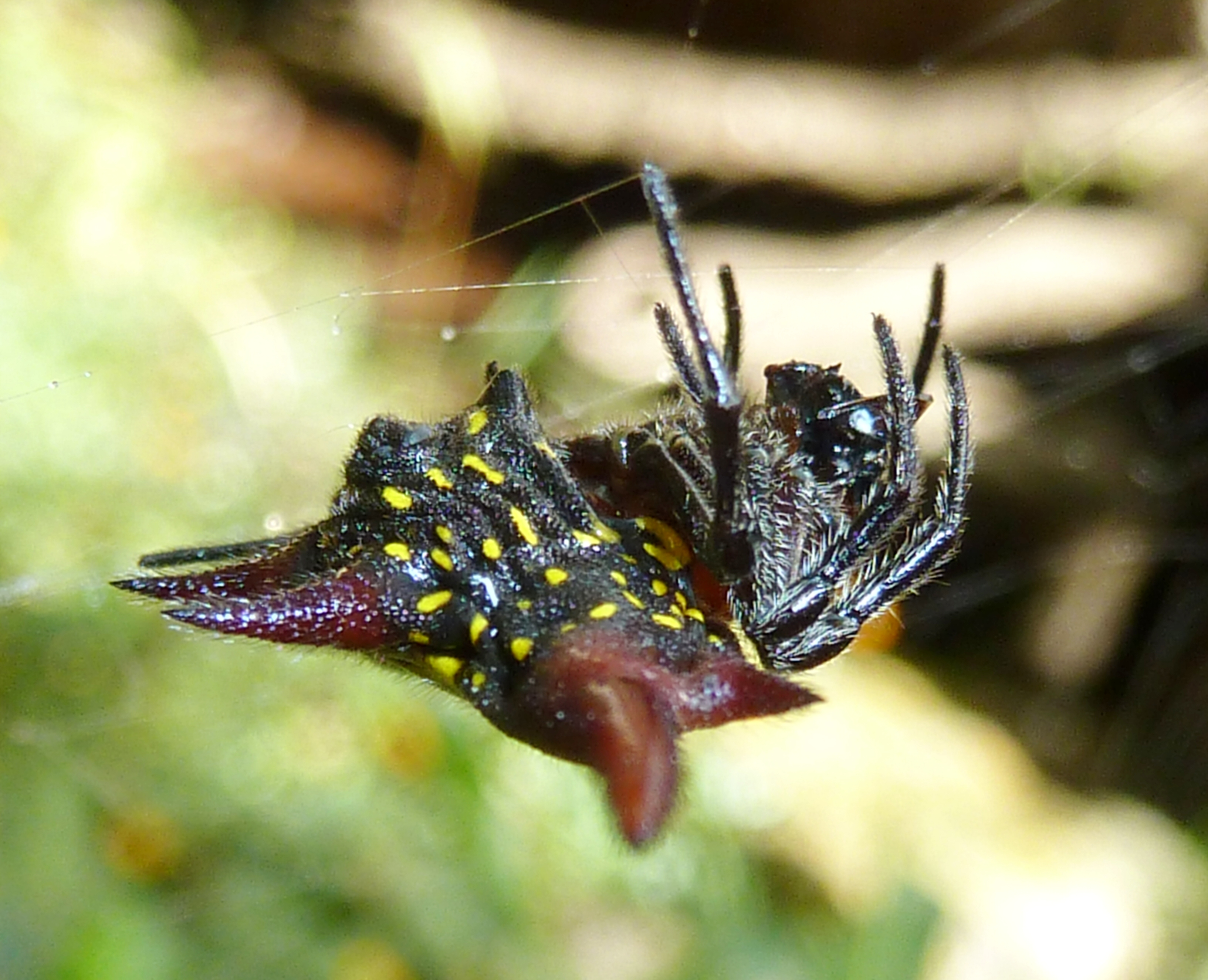
Gasteracantha versicolor ♀

La femelle mesure de 8 à 10 mm de long et de 16 à 18 mm de large. Le mâle est beaucoup plus petit avec une taille d'environ 2 mm.

### Description de la femelle
Le corselet est rouge.
L'abdomen est de forme ovale et beaucoup plus large que long. Il est pourvu de six épines appariées transversalement de couleur rouge et de longueur moyenne. Les épines antérieures et intermédiaires sont latérales, se rejoignent presque à leur base et sont légèrement divergentes vers la pointe. Les deux épines antérieures sont les plus petites. Les deux intermédiaires sont les plus longues, orientées transversalement avec la pointe légèrement inclinée vers le bas. Les deux épines postérieures sont rapprochées et dirigées vers l'arrière. Elles sont séparées de la partie principale de l'abdomen par une profonde rainure concave. La coloration de la partie dorsale de l'abdomen est constituée de trois bandes transversales de couleur jaune paille séparées par deux bandes rose. La bande rose antérieure est séparée en son milieu par du jaune et la bande postérieure jaune est séparée en son milieu par du rose. Le dessus de l'abdomen présente dix sigilles sur le bord antérieur, neuf sur le bord postérieur et quatre en forme de carré au centre,. Le dessous de l'abdomen est conique et de couleur noire. L’épigyne est constitué d'un simple crochet comme chez toutes les Gasteracantha.
Les pattes sont de couleur rouge.

## Comportement

### Toile

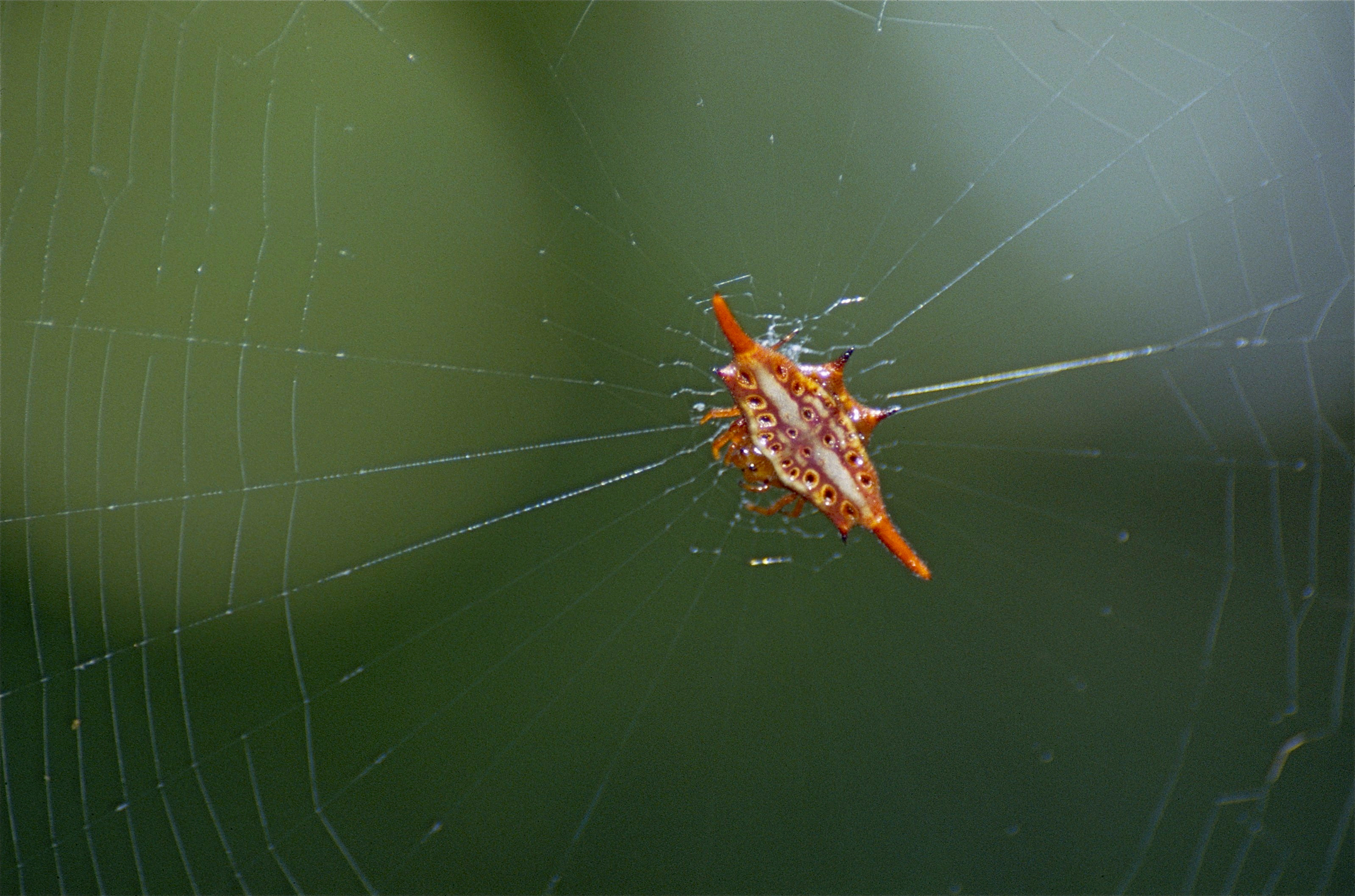
Gasteracantha versicolor formosa sur sa toile

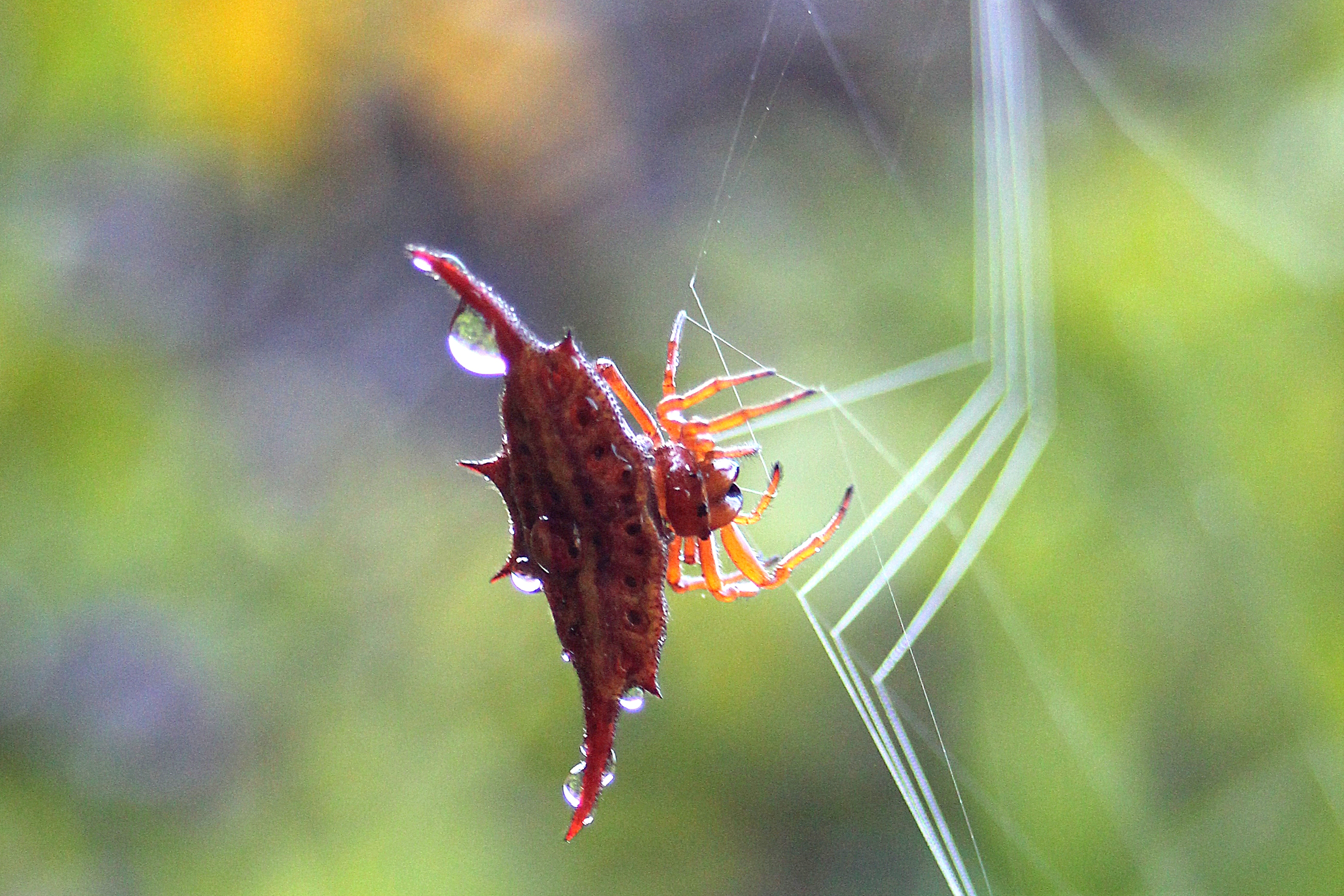
Gasteracantha versicolor sur sa toile

La femelle Gasteracantha versicolor tisse une toile géométrique en environ une heure.

### Cycle de vie
Lors de la parade nuptiale, le mâle, suspendu à un fil à proximité de la femelle, réalise des séries de moulinets avec sa seconde paire de pattes entrecoupés de retraits rapides. Au cours de ce processus, il se rapproche peu à peu de la femelle qui reste immobile et accroche régulièrement un fil de rappel au fil sur lequel se tient la femelle, réalisant ainsi un pont. C'est la femelle qui se déplace sur le pont où a lieu l'accouplement. La durée de l'accouplement peut varier de plusieurs dizaines de minutes jusqu'à plus de quatre heures et peut avoir lieu plusieurs fois de suite après quelques minutes d'interruption. L'accouplement prend fin lorsque le mâle se laisse tomber en se retenant par son fil. Il remonte ensuite sur la toile à distance de la femelle et s'éloigne sans être inquiété.

## Espèces proches
Gasteracantha versicolor est assez proche de Gasteracantha falcicornis, et de Gasteracantha milvoides, et difficile à différencier de Gasteracantha sanguinolenta.

## Systématique et taxinomie
Cette espèce a été décrite sous le protonyme Plectana versicolor par Charles Athanase Walckenaer en 1841.

## Liste des sous-espèces
Selon World Spider Catalog (version 20.5, 29/12/2019) :
- Gasteracantha versicolor avaratrae Emerit, 1974 de Madagascar
- Gasteracantha versicolor formosa Vinson, 1863 de Madagascar
- Gasteracantha versicolor versicolor (Walckenaer, 1841) du continent africain

## Publications originales
- Walckenaer, 1841 : Histoire naturelle des insectes. Aptères. Paris, vol. 2, p. 1-549 (texte intégral).
- Vinson, 1863 : Aranéides des îles de la Réunion, Maurice et Madagascar. Paris, p. 1-337 (texte intégral).
- Emerit, 1974 : Arachnides araignées, Araneidae Gasteracanthinae. Faune Madagascar, vol. 38, p. 1-215.